# Fayadh Minati
Fayadh Lazem Minati (ar. فياض مناتي; ur. w 1966) – iracki zapaśnik walczący w obu stylach. Olimpijczyk z Seulu 1988, gdzie zajął dziewiętnaste miejsce w wadze muszej.
Triumfator igrzysk panarabskich w 1985. Wojskowy wicemistrz świata w 1988 roku.

## Letnie Igrzyska Olimpijskie 1988
| Konkurencja      | Rundy eliminacyjne              | Rundy eliminacyjne  | Klas. końcowa |
| Konkurencja      | Przeciwnik I                    | Przeciwnik II       | Miejsce       |
| ---------------- | ------------------------------- | ------------------- | ------------- |
| 52 kg styl wolny | Cerenbaataryn Enchbajar (MGL) P | Oscar Muñoz (COL) P | 19.           |